# Ariel Ramírez
Ariel Ramírez (Santa Fe, 4 settembre 1921 – Buenos Aires, 18 febbraio 2010) è stato un compositore argentino.

## Biografia
Ariel Ramírez è nato a Santa Fe, in Argentina. Iniziò i suoi studi di pianoforte a Santa Fe, e presto venne affascinato dalla musica dei gaúcho e dei creoli sulle montagne. Continuò i suoi studi a Córdoba dove incontrò il grande cantante folk argentino Atahualpa Yupanqui. Seguendo un suggerimento di Yupanqui, visitò la parte nord-orientale dell'Argentina e approfondì la sua ricerca nei ritmi tradizionali del Sud America. Nello stesso periodo continuava i suoi studi accademici come compositore al Conservatorio Nacional di Buenos Aires. Nel 1946, con RCA, incise la sua prima registrazione.

## Composizioni
Nel 1964, la Misa Criolla di Ramírez segnò l'inizio di un periodo di grande produttività musicale che vide anche la composizione di Navidad Nuestra (1964), La Peregrinación (1964); Los caudillos (1965); Mujeres Argentinas (1969) e Alfonsina y el Mar (1969), tutte scritte con il poeta Félix Luna.
Misa Criolla è di gran lunga la sua composizione più conosciuta: una messa per due solisti, coro misto, percussioni, tastiera e strumenti andini.
È scomparso nel 2010 all'età di 88 anni.